# Acolastus granulatus
Acolastus granulatus là một loài bọ cánh cứng trong họ Chrysomelidae. Loài này được Berti & Doguet miêu tả khoa học năm 1994.